# گاست
گاست (به هلندی: Gaast) یک منطقهٔ مسکونی در هلند است که در سودوست-فریسلان واقع شده‌است. گاست ۲۲۰ نفر جمعیت دارد.